# Osiedle Tadeusza Kotarbińskiego
Osiedle Tadeusza Kotarbińskiego – dzielnica miasta Zabrze.